# Bamser og mennesker
Bamser og mennesker er en svensk film fra 1989, skrevet og instrueret af Maria Brännström og Christina Björk. På rollelisten ses blandt andre Börje Ahlstedt, Lisa Lekman og Mårten Larsson.

## Handling
Filmen følger en gruppe gamle bamser, der efter mange års opbevaring i en æske på loftet pludselig bliver levende. En af dem, Store-Nalle, fortæller om bamsernes historie, fra de første der blev skabt i 1900-tallet, til nutidens versioner. Gennem animerede sekvenser og dramatiseringer af instruktørernes egne barndomsoplevelser får seeren et indblik i bamsernes betydning i menneskers liv. Filmen indeholder blandt andet også dokumentariske indslag, hvor forskellige personer deler deres forhold til bamser og hvad det har betydet for dem i deres liv.

## Medvirkende (i udvalg)
- Börje Ahlstedt - faderen
- Lasse Andersson - faderen i 1903
- Britta Palén - moderen
- Katta Nordenfalk - moderen i 1903
- Nanna Hagberg - Nanna
- Lottie Holmqvist - søsteren
- Mårten Larsson - doktor